# Köllnholz

Lage des gemeindefreien Gebiets Köllnholz und Callenberger Forst-West im Landkreis Coburg

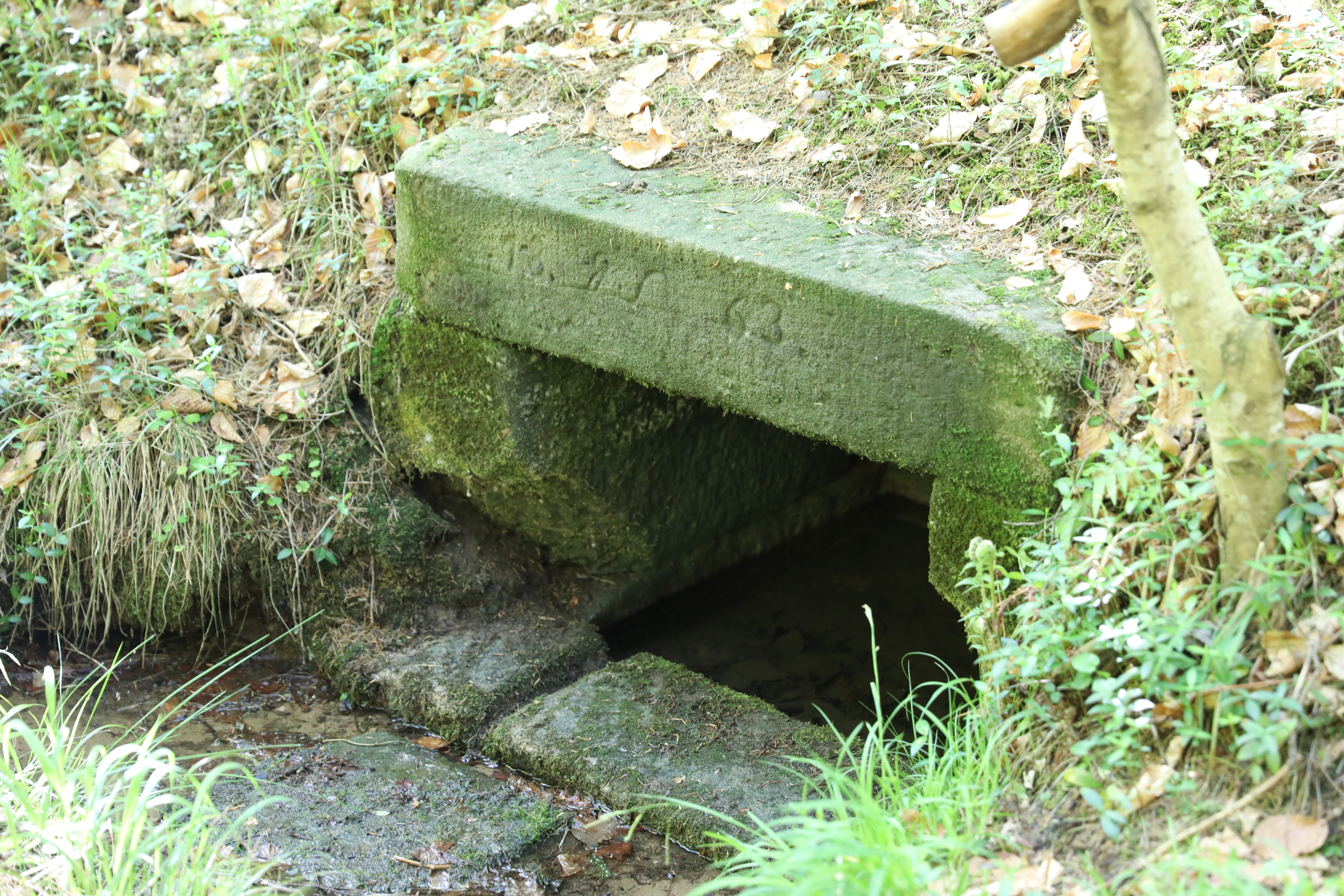
Hirschbrunnen

Das gemeindefreie Gebiet Köllnholz liegt im oberfränkischen Landkreis Coburg. Der Name dieses Gebietes kann auf die mittelalterliche Wüstung Kölln zurückgeführt werden.
Der 0,9 km² große seit 1499 bestehende Korporationswald liegt zwischen Callenberger Forst-West, Weitramsdorf, Ummerstadt und Bad Rodach.